# Rakkestad
Rakkestad er en kommune i Østfold  fylke i Norge. Den grænser i vest til Sarpsborg og Skiptvet, i nord til Eidsberg, i øst til Marker og Aremark, og i syd til Halden. Højeste punkt i kommunen er Linnekleppen, 325 moh.
Den var en del af  Viken fylke som blev etableret 1. januar 2020, men opløst fra 1. januar 2024.
Kommunen er en af de store landbrugskommuner i Norge. 
På Høgnipen i Degernes i Rakkestad har man gjort nogle af Norges ældste fund fra stenalderen. Bl.a. så har man her fundet redskaber som kan dateres 11.000 år tilbage i tiden.